# Cospita
Cospita är en ort i Mexiko.   Den ligger i kommunen Culiacán och delstaten Sinaloa, i den centrala delen av landet, 1 000 km nordväst om huvudstaden Mexico City. Cospita ligger 4 meter över havet och antalet invånare är 895.
Terrängen runt Cospita är mycket platt. Havet är nära Cospita åt sydväst. Runt Cospita är det ganska tätbefolkat, med 78 invånare per kvadratkilometer. Närmaste större samhälle är La Constancia, 14,4 km norr om Cospita. Trakten runt Cospita består till största delen av jordbruksmark.